# Carl Friedrich Zöllner
Carl Friedrich Zöllner (Mittelhausen, 17 maggio 1800 – Lipsia, 25 settembre 1860) è stato un compositore e direttore di coro tedesco.
Dopo aver studiato alla Thomasschule zu Leipzig, iniziò a insegnare al coro. Scrisse delle variazioni di organo su God Save the Queen e scrisse diverse canzoni. Suo figlio era il compositore Heinrich Zöllner.